# Gymnodactylus darwinii
Gymnodactylus darwinii — вид геконоподібних ящірок родини Phyllodactylidae. Ендемік Бразилії. Вид названий на честь англійського натураліста Чарлза Дарвіна, автора Походження видів.

## Опис
Тіло (не враховуючи хвоста) сягає 35 мм завдовжки.

## Поширення і екологія
Gymnodactylus darwinii мешкають в прибережних районах на сході Бразилії, від Ріу-Гранді-ду-Норті до Сан-Паулу. Вони живуть у вологих атлантичних лісах і прибережних заростях рестінги, серед опалого пальмового і бромелієвого листя. Ведуть переважно денний спосіб життя, живляться безхребетними, зокрема прямокрилими і рівноногими.